# Prosoplus griseofasciatus
Prosoplus griseofasciatus là một loài bọ cánh cứng trong họ Cerambycidae.